# Erdenet
Erdenet (mongolul Эpдэнэт) 83 ezer lakosával Mongólia második legnagyobb városa, Orhon tartomány székhelye.

## Földrajzi fekvés
A fővárostól, Ulánbátortól 240 kilométerre északnyugatra fekszik, a Szelenge és Orhon folyók között. A város a szovjet idők térképein stratégiai okokból pontatlanul volt berajzolva.

## Gazdaság
A várost 1973-ban kezdték el építeni azért, hogy bányát nyithassanak Ázsia legnagyobb rézlelőhelyén. A rézércet jelenleg egy mongol-orosz vegyesvállalat termeli ki. Ez a világ negyedik legnagyobb rézbányája, és a bánya termelése adja a mongol export jelentős részét. Hosszú ideig csak dúsított rézércet exportáltak, de a 2005-ben elvégzett fejlesztések óta tiszta rezet is előállítanak. A bányák éves termelése 25 millió tonna, amiből 530 ezer tonna dúsított rezet és 3 ezer tonna dúsított molibdént állítanak elő.
A rézbányászat mellett Erdenetben működik egy nemzetközileg ismert szőnyeggyár, valamint élelmiszer- és faipari üzemek.

## Közlekedés
Erdenet Ulánbátorból közúton Bulgan, vagy Darhan felől közelíthető meg, mindkét irányból 390 kilométerre. Az út nagy része aszfaltozott, a helyi viszonyokhoz mérten jó minőségű. Ulánbátor és Erdenet között menetrend szerinti buszjárat van.
A Transzmongol vasútvonal Darhannál elágazik, és egy mellékága Erdenetig megy.
Az erdeneti repülőtér jelenleg használaton kívül van.

## Testvérvárosok
- Fairbanks, Alaszka, Amerikai Egyesült Államok[2]
- Ulan-Ude, Oroszország[3]
- Edremit, Törökország[4]
- Székesfehérvár, Magyarország[5]